# Ридигер, Фёдор Васильевич
Граф (1847) Фёдор Васильевич Ридигер (нем. Friedrich Alexander Graf von Rüdiger; декабрь 1783 — 11 (23) июня 1856) — генерал-адъютант, генерал от кавалерии русской императорской армии. В 1849 году принял капитуляцию венгерских повстанцев, чем завершил войну в Венгрии. В 1853—1855 годах на временной основе занимал должность наместника Царства Польского.

## Биография

### Ранние годы
Происходил из остзейского дворянства, потомственных землевладельцев Курляндской губернии, был лютеранского вероисповедания (к тому же роду Ридигеров принадлежал патриарх Алексий II). Родился в декабре 1783 года, крещён 4 января 1784 года в митавской церкви Святой Троицы. После первоначального домашнего воспитания обучался в частном учебном заведении в Митаве, после чего 1 апреля 1799 года был определён подпрапорщиком в лейб-гвардии Семёновский полк. Произведённый в прапорщики 27 октября 1800 года, Ридигер, по личному желанию, переведён был в Сумский гусарский полк поручиком (2 апреля 1802 года) и, числясь в полку, состоял шефским адъютантом при генерал-майоре П. П. Палене. 27 февраля 1805 года был произведён в штабс-ротмистры.
17 августа 1806 года Ридигер переведён в Гродненский гусарский полк. Вскоре принял участие в войне против Франции в пределах Пруссии и находился в отряде генерала Б. Ф. Кнорринга, а затем в отряде князя П. И. Багратиона. В сражении при Гуттштадте, 24 апреля 1807 года, он командовал эскадроном, находясь в главном авангарде, и удостоился за свои действия монаршего благоволения. Затем он участвовал в деле под Анкендорфом и при оттеснении французов за реку Пассаргу, причём отбил неприятельский парк; за это дело он был награждён 25 мая 1807 года золотой саблей с надписью «За храбрость». Участвовал в движениях от Деппена до Рейхенберга и затем в отступлении на позицию при Гейльсберге, в происшедшем тут упорном сражении, а также в последовавшем вскоре, — 2 июня, сражении под Фридландом. За проявленную в этих двух сражениях храбрость он был награждён 2 июня 1807 года орденом Святой Анны 3-й степени.

### Шведская война
По окончании этой кампании в 1807 году Тильзитским миром, Ридигер, произведённый, 23 октября 1807 года в майоры, принял участие в возникшей войне со Швецией и находился в передовом отряде русских войск, вступивших в пределы Новой Финляндии под начальством князя Багратиона. Ридигер занял Тавастгус 24 и 28 февраля 1808 года, отличился в последовавшем вскоре сражении при кирке Накили 5 марта 1808 года, за что удостоился Высочайшего благоволения, и при преследовании шведов до Бьёрнеборга, причём был контужен в правую ногу, но не оставил строя. Командуя отрядом авангарда под начальством генерала Н. Н. Раевского, он принимал участие в деле при Лапферте 9 мая, после которого преследовал шведов до города Вазы и занял этот город 15 марта 1808 года, за что был награждён орденом Св. Владимира 4-й степени с бантом. После этого, занимая с своим отрядом прибрежную полосу Финляндии от Вазы до Гамлекарлебю, он неоднократно действовал против шведов по берегам Ботнического залива и за дело под Гамлекарлсбю удостоился 15 февраля 1809 года награждения орденом Св. Георгия 4-й степени (№ 923)
В воздаяние отличнаго мужества и храбрости, оказанных в минувшую кампанию против шведов в сражении 3 сентября, где, командуя особым отделением в отряде полковника Властова, сбил сильный неприятельский ариергард близ Гамле-Карлеби и более девяти часов удерживал канонадою, не допуская неприятеля раззорить мост.
 Ранее этого Ридигер отличился в сражении при деревне Лаппо 26 июня, в котором более 10 часов удерживал корпус генерала Клингспора, в деле 8 и 9 августа при кирке Кольмаре, после чего прогнал шведов до Линдулакса и кирки Картанэ, где был ранен в левую ногу. За эти дела Ридигер 19 декабря 1808 года был произведён в подполковники. Позднее, 29 октября 1808 года, после дела при кирке Калиоки, находясь в отряде графа Каменского, Ридигер открыл ближайшее сообщение с отрядом генерала Тучкова и 5 ноября захватил шведский отряд, занимавший кирку Виганда, и, действуя по направлению к Брагештадту, занял Улеаборг. По заключении затем Фридрихсгамского мира, положившего конец войне со Швецией, Ридигер продолжал командовать эскадроном Гродненского гусарского полка, оставаясь некоторое время в завоеванной нами Финляндии. В 1810 году он был назначен командовать войсками береговой стражи, расположенной по Балтийскому прибрежью от Ревеля до Пернова, а затем, с 1811 по начало 1812 года, находился в Петербурге «для узнания порядков службы».

### Отечественная война
В наступившей вскоре Отечественной войне 1812 года подполковник Ридигер, командуя Гродненским гусарским полком, находился в составе войск под начальством графа П. Х. Витгенштейна преграждавших Наполеону приближение к столице империи. В деле при Друе 4 июля Ридигеру удалось взять в плен французского генерала Сен-Жермена, за что он был 14 августа 1812 г. произведён в полковники. После этого он особенно отличился в трёхдневном сражении при Клястицах 18, 19 и 20 июля, за которое награждён был орденом Св. Владимира 3-й степени с бантом, а также 26 и 27 июля — при монастыре Волынце, а 30 июля при д. Свольна, за которые награждён орденом Св. Анны 2-й степени. Вскоре затем последовало сражение 5 и 6 августа при Полоцке, в котором французы были совершенно разбиты, причём Ридигер также немало отличился и был награждён алмазными знаками к ордену Св. Анны 2-й степени. Во время наступившего после этого относительного бездействия корпусов Витгенштейна и Удино по октябрь Ридигер заведывал передовыми постами, участвовал затем в сражении при с. Юревичи 3 октября и в трёхдневной битве под Полоцком 6, 7 и 8 октября, под личным начальством графа Витгенштейна, а затем в штурме этого города, при чём был в числе первых ворвавшихся в Полоцк, занятый французами, и был 3 января 1813 награждён орденом Св. Георгия 3-й степени (№ 263)
В ознаменование отличных подвигов мужества и храбрости, оказанных в сражении против французских войск 6-го и 7-го октября при Полоцке.
 За последовавшее 18 и 19 октября 1812 года сражение при Чашниках Ридигер 19 октября получил официальное шефство над своим Гродненским гусарским полком, во главе которого совершил следующие кампании 1813 и 1814 годах.
После сражения при Чашниках Ридигер участвовал в преследовании войск французского маршала К.-В. Виктора, отступавшего на соединение с главной армией, в сражении на берегах р. Березины, а также 15 ноября в большом сражении под Борисовым, где ударив решительно во фланг дивизии французского генерала Партуно, содействовал сдаче его со всей дивизией. После этого он преследовал Баварский корпус до Вильны и занял этот город 23 ноября.
27 мая 1813 года произведён в генерал-майоры.

### Бои в Германии и Франции
Продолжая преследовать французские войска в пределах Германии, Ридигер имел перед собой отступавшие войска французского маршала Ж. Макдональда и прусского генерала Л. Йорка и занял Тильзит 19 декабря, а затем имел жаркое дело при Шалунишкен и, ворвавшись в Кёнигсберг, 25 декабря, принудил французов покинуть город, в котором осталась большая военная добыча; затем он преследовал неприятеля до Браунсберга и Эльбинга. В начале наступившего 1813 года, до самого февраля месяца, Ридигер находился под Данцигом и наблюдал за его гарнизоном; позднее, 20 февраля, он вступил в Берлин, после чего был назначен командовать войсками, назначенными для блокады крепости Шпандау, и участвовал в сражении 24 марта 1813 года при крепости Магдебурге, а также при Галле с 14 по 16 апреля. Находясь в составе корпуса прусского генерала Ф. Клейста и командуя войсками его правого фланга, Ридигер в генеральном сражении 20 апреля 1813 года при Лютцене делал удачные атаки к отражению французской пехоты, прикрывавшей движение к Вуршену, а в последовавшем 8 и 9 мая сражении при Бауцене, для нас также неблагоприятном, прикрывал отступление русской армии к Рейхенбаху. Равным образом при движении арьергарда левого фланга армии от Левенберга через Гольдберг и Яур Ридигер прикрывал это движение, имея беспрерывные стычки с французами. Он удостоился получить за сражение при Люцене прусский орден Красного орла 2-й степени, за Бауцен — тот же орден 1-й степени, а за вступление в Рейхенбах бы награждён 10 мая 1813 года орденом Св. Анны 1-й степени. В продолжение наступившего с 23 мая по август кратковременного перемирия в Пошвице, Ридигер был послан в Силезию для устройства полков 1-й гусарской дивизии и перемещён в авангард армии, находившейся под начальством графа Витгенштейна. Он участвовал в неблагоприятном для нас сражении под Дрезденом 14 августа и командовал кавалерией при отступлении русской армии, имея небольшие стычки с французами. Участвуя затем в сражении 2 сентября при Петерсвальде, он принудил французов покинуть занимаемую ими позицию, а в сражении 5 сентября 1813 года под Кульмом содействовал поражению Ж. Вандама тем, что вогнал его кавалерию в Нолендорфский дефиле. После различных мелких стычек с французами, происходивших с 24 по 30 сентября, Ридигер в трёхдневной битве под Лейпцигом 4, 6 и 7 октября, находясь в авангарде графа Витгенштейна, делал сильные атаки у селений Волковиц и Пробст, а затем участвовал в преследовании французской армии к берегам Рейна, двигаясь на Готу и Эйзенах. За отличие в сражении при Лейпциге Ридигер был награждён 7 октября 1813 года алмазными знаками к ордену Св. Анны 1-й степени. Перейдя 22 декабря 1813 года Рейн при Фор-Лун, Ридигер был направлен к Страсбургу и вскоре обложил этот город, а затем при сосредоточении Силезской армии графа Витгенштейна под Бриеном, Ридигер, командуя авангардом этой армии, опрокинул маршала О. Мармона при Бандрекуре, занял города Васс, Монтдеронд и Лонжевиль и участвовал в общей атаке на Ножан 29 и 30 января 1814 года, после чего этот город и был занят 2 февраля. Затем Ридигер участвовал в генеральном сражении при Бар-сюр-Обе 15 февраля, а также при Троа 19 февраля и в кавалерийском деле при Мальмезоне 20 числа того же месяца. За дело при Троа он был награждён орденом Св. Владимира 2-й степени. Перейдя после этого Сену, он участвовал в генеральном сражении при Арси-сюр-Обе 8 и 9 марта, при Фер-Шампенуазе 13 марта и, после нанесённого поражения маршалам Мармону и Э. Мортье, преследовал их и подступил к Парижу 18 числа. Приняв участие в торжественном вступлении русских войск в столицу Франции, он преследовал отступавших к Фонтенбло французов до 30 марта, командуя передовым отрядом армии.

### Возвращение в Россию
По заключении Парижского мира Ридигер возвратился в отечество через Сен-Кентен, Кёльн, Лейпциг и Познань в Ковно и был 27 ноября 1814 года назначен командиром 2-й бригады гусарской дивизии в пределах герцогства Варшавского и командовал ей до 1816 года, когда ему было вверено начальство над 1-й гусарской дивизией. В этом звании ему было поручено встретить на границах империи будущую супругу императора Николая I, принцессу Прусскую Александру Фёдоровну, и сопровождать её до станции Касково в 1817 году. Впоследствии, 26 сентября 1823 года, император Александр I назначил Ридигера начальником 3-й гусарской дивизии, желая дать ей, как выражено в приказе, отличного начальника как для военного, так и для мирного времени, а затем уже новый император произвёл его 1 января 1826 года в генерал-лейтенанты.

### Турецкая война
Начавшаяся в 1828 году война с Турцией вызвала Ридигера снова к боевой деятельности. Командуя авангардом русской армии в составе 2-й бригады гусарской дивизии и 3-й бригады 10-й пехотной дивизии с артиллерией, Ридигер, перейдя Дунай у Сатунова, вступил в пределы Турецкой империи, атаковал Кюстенджи 5 июня и принудил её сдаться. Затем, после усиленного движения, он занял города Мангалию, Канарпу и Бальчик, где нашёл обширные запасы продовольствия и военного снаряжения, а также 25 июня вступил в Базарджик. Вскоре после этого, 29 июня, около местечка Козлуджи он отразил, после жаркого боя, многочисленную толпу турок. При движении русской армии к крепости Шумла Ридигер 8 июля с успехом и не раз атаковал турок, проник к Эски-Стамбулу и 20 июля заложил редут при Чифлике. После этого, 25 июля он делал попытку захватить укреплённые горные ущелья у подошвы Балканских гор, но был в свою очередь атакован время турецкими войсками, выступившими из Шумлы. Отразив турок, Ридигер благополучно отступил и стал действовать на путях сообщений Шумлы с Константинополем. При сделанной 28 августа турецкими войсками усиленной вылазке из Шумлы на центр и левый фланг русской армии, осаждавшей Шумлу, Ридигер отразил часть турок и далеко их преследовал, за что и был 22 октября награждён золотой саблей с алмазами и надписью «за храбрость».
После этого Ридигер с войсками, под начальством принца Евгения Вюртембергского, был направлен через Девно и Гаджи-Гассан-Лар к крепости Варне и вскоре, за отъездом принца Евгения, осенью 1828 года принял команду над 7-м пехотным корпусом, 15 ноября 1828 года расположенным на зимнее время в Болгарии. В продолжение зимы Ридигер делал неоднократно поиски на турок и укреплялся в занимаемых позициях. В конце марта 1829 года он занимал позицию при Козлуджи с целью отражения турок, намеревавшихся из Шумлы сделать нападение на русские войска. Он принял участие в отражении 4 апреля 1829 года при Арнаут-Ларе верховного визиря, который быстро отступил, и обложил Проводы. Ридигер двинулся на выручку этого места и, после рекогносцировки, рассеяв армию визиря, 28 мая направился к Шумле и принял участие в известном сражении при Кулевче 30 мая, в котором фельдмаршал И. И. Дибич разбил войска великого визиря. На долю Ридигера в этом сражении выпало прикрывать тыл и фланг главной армии, наблюдать за Шумлой и не допускать великого визиря ворваться в эту крепость. За полное исполнение возложенного на него поручения Ридигер 5 июня 1829 года был награждён орденом Св. Александра Невского. В первых числах того же месяца Ридигер действовал на дороге из Шумлы в Константинополь, не допускал рассеянной армии великого визиря вновь собраться, препятствовал фуражировке из крепости Шумлы по реке Камчику, отбивал турок и совершенно отбросил их в крепость.
По взятии Силистрии и дальнейшем движении русской армии на Балканах, Ридигер шёл по реке Камчик, теснил турок к Айдосу и, разбив собравшихся у этого места турок, 13 июля овладел штурмом самим Айдосом, а затем городом Карнабатом 15 числа, Якиболем — 20 и, вместе с армией Дибича, атаковал Сливно и, заняв этот город 31 июля, двинулся к Адрианополю и овладел им 8 августа. За все эти действия Ридигер был награждён орденом Св. Владимира 1-й степени. В Адрианополе войска 7-го пехотного корпуса оставались до окончания военных действий, завершённых Адрианопольским миром 1829 года, после которого Ридигер 26 октября 1829 года двинулся обратво на Яссы, получив ранее, 26 сентября, команду над 4-м резервным кавалерийским корпусом, а также над войсками, расположенными в Молдавии.

### В Молдавии
Вскоре в княжестве появилась почти неизвестная ранее холера, грозившая большой опасностью русскими войскам, но, благодаря решительным мерам, принятым Ридигером против этой заразы, а особенно благодаря его заботливости об их применении на самом деле, эта опасность была совершенно устранена, и русские войска в начале апреля 1830 года без потерь проследовали из Молдавии в Бессарабию и затем, выдержав обсервационный карантин, заняли квартиры в Каменец-Подольской губернии; Ридигер же 18 апреля того же года был назначен командиром 4-го резервного кавалерийского корпуса, удостоившись ранее Высочайшего благоволения за отличное состояние вверенных ему полков при смотре под Белградом войск после Турецкой войны. В Каменец-Подольской губернии также появилась холера, и Ридигер опять составил кордонную линию, оцеплял места, в которых проявлялись больные холерой, принимал различные меры предосторожности, быстро оказывал пособие заболевающим, побуждал всех служащих к неусыпной деятельности и снова предохранил вверенные ему войска от этого бедствия.

### В Польше
Ридигеру, однако, не удалось воспользоваться продолжительным отдыхом от боевой службы: вскоре, 2 декабря 1830 года, главнокомандующий 1-й армией барон Д. Е. Остен-Сакен, в составе армии которого находился и корпус Ридигера, получил тревожное известие о мятеже в Варшаве, охватившем быстро всё Царство Польское. Он поручил Ридигеру как можно скорее двинуться к Каменец-Подольскому, где также уже проявлялись волнения, и принять меры к водворению тишины и порядка. Ридигер исполнил это поручение и приблизил свои войска к границам Австрии. Тем временем Сакен, 28 февраля 1831 года, получил известие о намерениях польского генерала Ю. Дверницкого, шедшего из Пулав через Люблин, занять крепость Замостье. Это побудило Сакена поручить Ридигеру действовать против Дверницкого и уничтожать его замыслы. Ридигер 7 марта прибыл на Волынь, увидел слабое состояние войск 11-й пехотной дивизии, с которыми ему предстояло действовать, и, устроив их по возможности, двинулся к Дубно, но не смог удержать Дверницкого от переправы через Буг и отошёл сам через Локачи в Красное, не желая подвергаться неудаче и с намерением стянуть к себе войска, вблизи расположенные. Дверницкий тем временем расположился у местечка Баромль, на реке Стырь. Вскоре подошёл к этому местечку и Ридигер; он перешёл Стырь, атаковал Дверницкого, разбил его и преследовал до самой ночи. Дверницкий отступил в полном беспорядке к Брест-Литовску и, перейдя Стырь, бросился в Подольскую губернию. Ридигер, заключив, что он желает вести партизанскую войну при содействии внутреннего ополчения и обывателей края, стал быстро его преследовать и теснить к границам Австрии и болотам реки Збручи, где 15 апреля совершенно окружил его у села Москалёвка и у Люлинской корчмы и принудил искать спасения в Галиции. Этим поражением армия мятежных поляков лишилась 24 эскадронов кавалерии, множества пушек, оружия, строевых лошадей и т. д. Кроме того, все замыслы Дверницкого рушились. Ридигер был 27 апреля 1831 года пожалован за эти действия званием генерал-адъютанта. Уничтожив армию Дверницкого, Ридигер направился к Луцку и Владимиру-Волынскому, чтобы рассеять образовавшиеся там мятежные шайки. Он перешёл в пределах Царства Польского реку Буг и занял позицию у Мончина, чтобы иметь возможность наблюдать за отрядом В. Хшановского, укрывшегося в крепости Замостье. Ридигер получил приказание охранять от мятежа Люблинскую губернию и пространство между реками Вислою, Бугом, Вепржем и Замостьем. Тем временем силы мятежных поляков сосредоточились около Варшавы, под командой Я. Скржинецкого, который немедленно приказал окружить Ридигера, уничтожить его корпус и овладеть Люблинским воеводством. Ридигер, усматривая угрожавшую ему опасность, решился быстрым движением внушить полякам страх к себе и затем действовать по обстоятельствам. Он быстро перешёл реку Вепрж вброд у местечка Лисобок и бросился на польский отряд Янковского, стоявший у Будзиска, и, после упорного боя, принудил отступить, захватив к тому же адъютанта Скржинецкого — князя Сангушко. Возвратясь опять в Люблин, Ридигер послал преследовать Хшановского, выступившего из Замостья для действия в тылу Ридигера.
Узнав о поражении Янковского, Хшановский бросился к Пулавам и переправился через Вислу. Ридигер также решил перейти на левый берег Вислы с целью лишить мятежников в Варшаве возможности получать всякие пособия и подкрепления из южной Польши и Подольской губернии и стал устраивать мост у Юзефова. Он узнал тем временем, что на него двигается Скржинецкий, а также Д. Раморино. Это побудило Ридигера быстро направиться к Коцку для соединения с войсками генерала Е. А. Головина и затем для уничтожения общими силами мятежных поляков. Раморино, узнав об этом, отошёл к Праге, а Ридигер занял наблюдательную позицию у Маркушева, дабы прикрывать постройку моста и отражать попытки мятежников со стороны Праги. Сооружение этого моста особенно замечательно тем, что оно выполнено было на быстрой реке, при ширине ста восьмидесяти сажен, без всякого содействия инженеров и понтонеров и единственно при местных пособиях под руководством будущего автора «Толкового словаря живого великорусского языка» В. И. Даля. По этому мосту 20 июля 1831 года Ридигер вполне успешно перевёл собранные им войска на левый берег Вислы и вскоре нанёс поражение отдельным польским отрядам и, не давая им соединиться, принудил их искать спасения в Краковском и Сандомирском воеводствах, причём прервал всякое сношение с Краковом, составлявшим в то время главный центр восстания, и тем самым лишил мятежников необходимых им средств к продолжению военных действий. После этого Ридигер спустил мост по реке от Юзефова к Казимиржу для восстановления прямого сношения с Люблинским воеводством. Отправив часть своих войск к главнокомандующему по его о том требованию 18 августа, Ридигер сам двинулся на польское войско, под начальством Ружицкого выступившее из Кунавских лесов, оттеснил его и затем, разбив его арьергард, нанёс полное поражение самому Ружицкому у Липска.
В это время Ридигером было получено известие о заключенном главнокомандующим князем Паскевичем перемирии с мятежниками в Варшаве, вследствие чего он прекратил военные действия. Между тем, один из начальников польских мятежников, бывших под главным начальством Раморино, не признал действительности этого перемирия и, продолжая военные действия, бросился в Люблинское воеводство с намерением перебраться на правый берег Вислы. Ридигер выступил из Радома против Раморино и у местечка Ополье вогнал его в пределы Галиции, а затем направился на Ружицкого, также продолжавшего военные действия, и 10 августа настиг его у Лагово, разбил его, преследовал до Кракова, а затем занял Краков и рассеял весь отряд Ружицкого, нанеся ему большие потери. Этим завершились в 1831 году военные действия, вызванные польским восстанием 1830 года За деятельное участие в усмирении Польши Ридигер 6 октября 1831 года был произведён в генералы от кавалерии, а затем 2 ноября того же года назначен был командиром 3-го пехотного корпуса. Вскоре, по особому ходатайству князя И. Ф. Паскевича, ему было пожаловано единовременно 50 000 рублей ассигнациями.

### Служба в мирное время
После этого до 1845 года наступает почти 15-летний мирный период военной деятельности Ридигера, в продолжение которого он не переставал усердно заботиться о вверенных ему войсках, об их военном обучении, о быстроте и точности в исполнении различных боевых построений, о знании ими правил боевых порядков и применения этих правил к различным местностям и т. д. Этого рода деятельность доставила ему ряд монарших благоволений, в особенности за манёвры и смотры войск под Калишем в августе 1835 года в присутствии Его и Её Величеств, а также императора Австрийского, короля Прусского и многих других высоких особ; при этом король Прусский пожаловал Ридигеру орден Красного орла 1-го класса с алмазами. В это время боевой генерал вознамерился вступить в брак с баронессою Луизою Карловною Фиркс, которая, при испрошении Ридигером Высочайшего на то разрешения, была пожалована, 14 декабря 1835 года, фрейлиной Её Величества. Продолжая и после этого свою ревностную военную службу, Ридигер со вверенным ему корпусом принимал деятельное участие в больших манёврах, происходивших под Вознесенском в присутствии императора Николая I, и удостоился благодарности, а позднее за свою неусыпную деятельность и особенное попечительство о войсках, коими всегда отличалась примерно ревностная и постоянно полезная его служба, 12 августа 1840 года удостоился получить бриллиантовую табакерку и 30 июня 1842 года таковую же с портретом государя императора в ознаменование 25-летия супружеской жизни их величеств и в воспоминание сопровождения им её величества в 1817 году от границ империи до Петербурга. Кроме того, он был назначен в 1845 году шефом Клястицкого гусарского полка.

### Краковская экспедиция
Вскоре после этого революционное движение, охватившее в конце сороковых годов всю Западную Европу, проявилось с силою и в вольном городе Кракове, находившемся под покровительством Австрии, и принудило занимавший его австрийский гарнизон покинуть город. Близость этого города от российских польских земель побудила императоров австрийского и российского, а также короля прусского принять меры к водворению в Кракове порядка, — и особой инструкцией, данной главнокомандующим генералу Ридигеру поручено было, совместно с корпусными командирами австрийским и прусским, занять Краков с прилегавшей к нему территорией и учредить в нём временное правительство. Ридигер с войсками своими занял Краков в феврале 1846 года, скоро исполнил возложенное на него поручение, несмотря на противоположность воззрений иностранных генералов, и учредил порядки настолько удовлетворительные, что и после его отъезда дела продолжали идти без всяких перемен до самого присоединения Кракова с его территорией к Австрии по особому о том трактату, заключённому Россией, Австрией и Пруссией. За благоразумную распорядительность, оказанную в этом поручении для охранения российских границ от мятежных шаек со стороны Галиции и Познани и за быстрое совершение похода, несмотря на ненастное время, в распутицу, Ридигер удостоился Высочайшего рескрипта 22 мая 1846 года. Равным образом император австрийский, желая ознаменовать своё благоволение к Ридигеру за услуги, оказанные им при водворении порядка и тишины в Кракове и при занятии этого города, пожаловал ему в 1847 году Австрийский орден Леопольда большого креста 1-й степени.
Именным высочайшим указом, от 3 октября 1847 года, командир 3-го пехотного корпуса, генерал-адъютант, генерал от кавалерии Фёдор Васильевич Ридигер возведён, с нисходящим его потомством, в графское Российской империи достоинство, во изъявление особенной признательности и во внимание достохвальной его полувековой службы.

### Венгерская кампания
Более продолжительным было участие Ридигера в подавлении возникшего вскоре после этого, в 1848 году, восстания Венгрии, которое приняло настолько опасные для Австрийской империи размеры, что побудило императора Франца-Иосифа просить содействия России к усмирению мятежа, грозившего опасностью самой Вене. Император Николай I не замедлил прийти на помощь Францу-Иосифу и приказал своим войскам вступить в Венгрию. Одна часть русских войск, под начальством князя Паскевича, двинулась к Дукле, а другая, под начальством Ридигера, к Плавницу, чтобы затем соединиться в Эпериеше и действовать общими силами. Ридигер, командуя правой колонной, перешёл 3—7 июня Карпаты и, оттеснив 9 числа венгров, содействовал занятию Эпериеша 11 июня, а затем двинулся через Кашау к Мишкольцу, составляя авангард главной армии. Один из русских генералов, Г. Х. Засс, вскоре вступил в бой с предводителем венгерских войск А. Гёргеем, который, удерживая свою позицию, делал тщетные усилия, чтобы пробиться на соединение с южной венгерской армией, находившейся под начальством Г. Дембинского. 5 июля Ридигер участвовал в сражении, успешном для нас, под Вайценом, после которого преследовал венгров и переправился через реку Тису и, соединясь с главной армией при деревне Тисафюреде, с 17 по 20 июля двигался к Дебрецену и участвовал в атаке и занятии сего города 21 июля. Главнокомандующий поручил графу Ридигеру преследовать армию Гёргея по направлению к Гроссвардейну. Гёргей вскоре убедился в невозможности дальнейшего продолжения войны и решил положить оружие перед Ридигером на полях Шельеш, близ Вилагоша. Это совершилось 1 августа 1849 года, причём было взято 34 знамени, 31 штандарт, 24 000 рублей, вся армия Гёргея в числе 30 000 человек, все её обозы и парки. После этого граф Ридигер 5 августа занял г. Арад. За столь успешные военные действия граф Ридигер был награждён орденом Св. Андрея Первозванного, а король Нидерландский пожаловал ему командорские знаки военного ордена Вильгельма 2-й степени. При обратном походе российских войск из Венгрии в пределы империи граф Ридигер, за отъездом князя Паскевича, командовал всеми этими войсками на правах главнокомандующего.

### Государственная служба
Вскоре после этого граф Ридигер, по своему о том прошению, был 25 августа 1850 года уволен от обязанностей командира 3-го пехотного корпуса, после 20-летнего командования им, и назначен членом Государственного совета, в Департамент по делам Царства Польского; при этом он удостоился получить всемилостивейший рескрипт, а император Австрийский пожаловал ему орден св. Стефана большого креста. Кроме того, во вновь устроенной крепости Ивангороде, при впадении реки Вепржа в реку Вислу, один из фортов получил название форта Ридигера.
Новая государственная деятельность, к которой был призван граф Ридигер, едва ли соответствовала его продолжительной боевой службе. По словам графа М. А. Корфа, граф Ридигер от плохого знания русского языка и в особенности дел гражданских совершенно погибал безмолвным членом Государственного совета, не успев при том стяжать благоволения князя А. И. Чернышёва (в то время председателя Государственного совета), постоянно обходившегося с ним без достаточного уважения. Немного ободрило ветерана и подняло его дух состоявшееся в 1851 году назначение его командовать одним из отрядов во время больших Красносельских манёвров, происходивших в Красном Селе — окрестностях столицы. Император Николай I был в восхищении от искусных военных распоряжений Ридигера и его эволюций и очень благодарил графа.
После этого вскоре, за отъездом в 1852 году за границу Наследника Цесаревича, в то время командира гвардейского и гренадерского корпусов, 15 августа 1852 года на графа Ридигера было возложено командование этими корпусами, а позднее, в 1853 году, 1 января, ему пожалованы были алмазные знаки к ордену Св. Андрея Первозванного при всемилостивейшем рескрипте. Когда при возникшей в том же году войне с Турцией, Англией и Францией наместник Царства Польского фельдмаршал граф И. Ф. Паскевич отправился на Дунай к собранным там русским войскам, графу Ридигеру было поручено исправлять должность наместника Царства Польского. Кроме того, он был назначен командиром войск, расположенных в районе действующей армии.
Николай I писал М. Д. Горчакову 2 февраля 1855:

После многих споров мы с князем Варшавским покончили, наконец, и вот копия с моей последней записки ему. Он хотел, чтоб я согласился: ему оставаться у Новогеоргиевска с 2 корпусами, гвардию хотел поставить в Вильне, а Ридигера с двумя дивизиями отослать в Бобруйск.
— Тарле Е. В. Крымская война. — М.-Л., 1941—1944. — С. 14.
В военных действиях этой войны Ридигеру не довелось принять участия. В 1855 году он назначен главнокомандующим гвардейским и гренадерским корпусами, а также председателем Комиссии для улучшения по военной части. Ридигер очень хорошо понимал новые требования времени, предъявляемые войску, и мог найти в себе самом и средства, и твердость для проведения в войсках необходимых реформ; ему необходимо было предоставить свободу действия в этом отношении. Первые его распоряжения коснулись стрелкового дела в армии; затем, по словам одного современника, граф Ридигер объявил замечательную инструкцию для упражнений в применении действий военных к местности; эта инструкция являлась собственно сокращённым курсом прикладной тактики. Но вскоре и эта полезная деятельность графа Ридигера прекратилась: здоровье его, значительно расстроенное прежней его боевой деятельностью, побудило его просить увольнения по болезни за границу, куда он отправился в мае 1856 года. Скончался в Карлсбаде 11 июня 1856 года. Похоронен 5 июля 1856 года в родной Митаве (могила не сохранилась).

## Личная жизнь
Жена (с 5.01.1836) — баронесса Луиза Карловна фон Фиркс (1811—25.10.1894), представительница курляндского рода. По ходатайству жениха была пожалована во фрейлины двора (14.12.1835). Свадьба была в Митаве. За заслуги мужа 23 октября 1837 года получила орден Св. Екатерины (малого креста), а в 1847 году вместе с ним возведена в графское достоинство. По отзыву современников, Луиза Ридигер была женщина красивая, но ветреная и скудная умом. Супруг её был всегда надменным и неприступным с теми, кто ниже был его чином. Детей они не имели. В июне 1856 года графское достоинство было дозволено принять их племяннику, штабс-капитану Фёдору Германовичу Ридигеру.

## Награды
Российской империи:
- Золотая сабля «За храбрость» (25.05.1807)
- Орден Святой Анны 3-й степени — за отличия при Хейльсберге и Фридланде (02.06.1807)
- Орден Святого Владимира 4-й степени с бантом — за взятие Вазы (15.03.1808)
- Орден Святого Георгия 4-й степени — за отличия при Гамлакарлебю (15.02.1809)
- Орден Святого Владимира 3-й степени — за отличия у Якубова, Клястиц и Сивошино (24.08.1812)
- Орден Святой Анны 2-й степени — за отличия на Свольне (27.08.1812)
- Алмазные знаки к ордену Святой Анны 2-й степени — за отличия при Полоцке (04.09.1812)
- Орден Святого Георгия 3-й степени — за отличия при Полоцке (03.01.1813)
- Орден Святой Анны 1-й степени — за отличия при Бауцене (10.05.1813)
- Золотая сабля «За храбрость» с алмазами (31.07.1813)
- Алмазные знаки к ордену Святой Анны 1-й степени — за отличия под Лейпцигом (07.10.1813)
- Орден Святого Владимира 2-й степени — за отличия при Труа (29.02.1814)
- Серебряная медаль «В память Отечественной войны 1812 года» (1814)
- Медаль «За взятие Парижа 19 марта 1814 года» (19.03.1826)
- Золотая сабля «За храбрость» с алмазами (22.10.1828)[15]
- Орден Святого Александра Невского — за отличие при Кулевче (09.06.1829)
- Алмазные знаки к ордену Святого Александра Невского (04.08.1829)
- Орден Святого Владимира 1-й степени — за отличие в Турецкую кампанию (29.09.1829)
- Серебряная медаль в память войны 1828—1829 гг. (01.10.1829)
- Польский знак отличия «За военное достоинство» 1-й ст. (13.02.1832)
- Медаль «За взятие приступом Варшавы» (1832)
- Знак отличия за XL лет беспорочной службы (22.08.1845)
- Знак отличия за XLV лет беспорочной службы (22.08.1848)
- Орден Белого орла (1849)
- Орден Святого Андрея Первозванного (04.08.1849)
- Алмазные знаки к ордену Святого Андрея Первозванного (01.01.1853)
- Знак отличия за L лет беспорочной службы (22.08.1854)
- Мечи к ордену Святого Андрея Первозванного «по праву присоединения» (05.08.1855)[16]

Иностранные:
- Прусский Орден Красного орла 2-й степени — за отличия при Лютцене (20.04.1813)
- Прусский Орден Красного орла 1-й степени (09.05.1813)
- Австрийский Орден Леопольда 2-й степени — за отличия при Васси (19.01.1814)
- Алмазные знаки к прусскому Ордену Красного орла 1-й степени — за сбор войск в Калише (13.09.1835)
- Австрийский Орден Леопольда большой крест — за поход в Краков (28.07.1847)
- Нидерландский Военный орден Вильгельма 2-й степени (1849)
- Австрийский Орден Святого Стефана большой крест — за венгерскую кампанию (24.01.1850)

## Память
- Именем Ридигера был назван один из люнетов Ивангородской крепости, в 1918 году переименован в люнет Дверницкого[17].
- Озеро Рюдигер в городе Комаром (Венгрия).
- На памятных досках храма Христа Спасителя в Москве Ридигер упомянут 8 раз[18].
- В 2008 году в Псково-Печерском монастыре освящена часовня иконы Божией Матери «Умиление» в память Ф. В. Ридигера[19][20].
- В селе Гроздёво в Болгарии на месте братской могилы русских солдат, погибших в русско-турецкой войне 1828—1829 годов, в 2013 году открыт памятник Ридигеру и фельдмаршалу графу И. И. Дибичу-Забалканскому[21].